# Paimenselkä
Paimenselkä är en del av sjön Päijänne i Finland. Den ligger i Sysmä i landskapet Päijänne-Tavastland, i den södra delen av landet, 150 km norr om huvudstaden Helsingfors. Paimenselkä ligger 74 meter över havet.